# Gephyroberyx
Gephyroberyx es un género de peces de la familia Trachichthyidae, del orden Beryciformes. Este género marino fue descrito por primera vez en 1902 por George Albert Boulenger.

## Especies
Especies reconocidas del género:
- Gephyroberyx darwinii (J. Y. Johnson, 1866)
- Gephyroberyx japonicus (Döderlein, 1883)